# Armored Saint
Armored Saint ist eine US-amerikanische Heavy-Metal-Band aus Los Angeles, die in den 1980er Jahren bekannt wurde. Die bekanntesten Mitglieder sind John Bush und Joey Vera.

## Geschichte
Armored Saint wurde Anfang der 1980er-Jahre von dem Sänger John Bush und Bassist Joey Vera gegründet. Komplettiert wurde die Band mit den beiden Gitarristen Phil Sandoval und Dave Prichard sowie dem Schlagzeuger Gonzo Sandoval.
Die erste Veröffentlichung der Band war ein Beitrag zu dem Metal-Sampler Metal Massacre, auf dessen zweiter Ausgabe Armored Saint mit dem Song Lesson Well Learned vertreten sind. Kurz darauf erschien eine EP unter demselben Namen. 1984 veröffentlichte die Band schließlich ihr Debütalbum March of the Saint via Chrysalis. Armored Saint gingen auf ihre erste US-Tour als Vorgruppe von W.A.S.P. und Metallica und teilten sich kurze Zeit darauf das Management mit letzteren. Als Metallica John Bush als Sänger abzuwerben versuchte, lehnte dieser ab.
Nach dem zweiten Album Delirious Nomad, das 1985 erschien, verließ der Gitarrist Phil Sandoval die Band aus persönlichen Gründen. Die Band machte als Quartett weiter und nahm erst nach dem selbst produzierten Raising Fear (1987) und dem Livemitschnitt Saints Will Conquer Jeff Duncan als zweiten Gitarristen in die Band auf.
Armored Saint verloren wegen nicht ausreichender Verkäufe ihren Plattenvertrag mit Chrysalis, und so erschien Symbol of Salvation 1991 bei Metal Blade. Unterdessen war Phil Sandoval wieder ein Teil der Band, nachdem Dave Prichard im Februar 1990 an Leukämie gestorben war. Armored Saint widmeten Symbol of Salvation dem verstorbenen Prichard. Das Album enthält mehrere seiner Kompositionen.
Nach einer Deutschland-Tournee im Vorprogramm der Scorpions löste sich die Band 1992 auf, nachdem der Sänger John Bush das Angebot annahm, als Ersatz für Joey Belladonna bei Anthrax einzusteigen. Joey Vera widmete sich nach dem Ende der Band verschiedenen Projekten und trat unter anderem als Mitglied von Fates Warning, Tribe After Tribe, Seven Witches und als Live-Musiker bei Anthrax auf.
Im 1992 erschienenen Horrorfilm Hellraiser III des Regisseurs Anthony Hickox hatten Armored Saint einen Gastauftritt; in einer Szene spielt die Gruppe darin auf der Bühne des fiktiven Musikclubs The Boiler Room ihren Song Hanging Judge vom Album Symbol of Salvation.
Im Jahr 2000 reformierte sich die Band und spielte ein Comebackalbum namens Revelation ein. Ein Jahr später folgte ein weiteres Album namens Nod to the Old School. Beide Alben bekamen positive Kritiken von Presse und Fans. Die Band trat zur Promotion dieser Alben verschiedentlich live auf. Auch bei deutschen Sommerfestivals war die Band immer wieder zu Gast.
2010 erschien das erneute Comeback La Raza. Es wurde im Magazin Rock Hard zum Album des Monats gewählt und konnte auch erstmals in Deutschland eine Chartplatzierung erreichen. 2015 folgte mit Win Hands Down ein weiteres von der Fachpresse vielbeachtetes Album. Es wurde ebenfalls im Magazin Rock Hard zum Album des Monats gewählt. Auch in Rocks, und im Metal Hammer erhielt es positive Kritiken.

## Diskografie

### Alben
| Jahr | Titel Musiklabel                      | Höchstplatzierung, Gesamtwochen, AuszeichnungChartplatzierungen (Jahr, Titel, Musiklabel, Platzierungen, Wochen, Auszeichnungen, Anmerkungen) | Höchstplatzierung, Gesamtwochen, AuszeichnungChartplatzierungen (Jahr, Titel, Musiklabel, Platzierungen, Wochen, Auszeichnungen, Anmerkungen) | Höchstplatzierung, Gesamtwochen, AuszeichnungChartplatzierungen (Jahr, Titel, Musiklabel, Platzierungen, Wochen, Auszeichnungen, Anmerkungen) | Höchstplatzierung, Gesamtwochen, AuszeichnungChartplatzierungen (Jahr, Titel, Musiklabel, Platzierungen, Wochen, Auszeichnungen, Anmerkungen) | Anmerkungen                                                                    |
| Jahr | Titel Musiklabel                      | DE | AT | CH | US | Anmerkungen                                                                    |
| ---- | ------------------------------------- | --- | --- | --- | --- | ------------------------------------------------------------------------------ |
| 1984 | March of the Saint Chrysalis Records  | — | — | — | US138 (16 Wo.)US | Erstveröffentlichung: 9. Oktober 1984 Wiederveröffentlichung: 15. April 2022   |
| 1985 | Delirious Nomad Chrysalis Records     | — | — | — | US108 (19 Wo.)US | Erstveröffentlichung: 30. Oktober 1985 Wiederveröffentlichung: 15. April 2022  |
| 1987 | Raising Fear Chrysalis Records        | — | — | — | US114 (12 Wo.)US | Erstveröffentlichung: 5. September 1987 Wiederveröffentlichung: 15. April 2022 |
| 1991 | Symbol of Salvation Metal Blade       | — | — | — | — | Erstveröffentlichung: 14. Mai 1991                                             |
| 2000 | Revelation Metal Blade                | — | — | — | — | Erstveröffentlichung: 7. März 2000                                             |
| 2010 | La Raza Metal Blade                   | DE96 (1 Wo.)DE | — | — | — | Erstveröffentlichung: 16. März 2010                                            |
| 2015 | Win Hands Down Metal Blade            | DE33 (2 Wo.)DE | — | CH84 (1 Wo.)CH | US183 (1 Wo.)US | Erstveröffentlichung: 2. Juni 2015                                             |
| 2020 | Punching the Sky Metal Blade          | DE12 (1 Wo.)DE | AT58 (1 Wo.)AT | CH23 (1 Wo.)CH | — | Erstveröffentlichung: 23. Oktober 2020                                         |
| 2021 | Symbol of Salvation: Live Metal Blade | DE52 (1 Wo.)DE | — | CH96 (1 Wo.)CH | — | Livealbum Erstveröffentlichung: 22. Oktober 2021                               |

Weitere Livealben
- 1988: Saints Will Conquer
- 2016: Carpe Noctum Live

### Singles und EPs
- 1983: Lesson Well Learned
- 1984: Can U Deliver
- 1984: Take a Turn
- 1985: On the Edge
- 1985: Long Before I Die
- 1987: Isolation
- 2024: One Chain (Don’t Make No Prison)

### Videoalben
- 1998: Trip Through Red Times (VHS)
- 2004: Armored Saint Magazine: Lessons Not Well Learned (DVD)